# Audrey Lamy

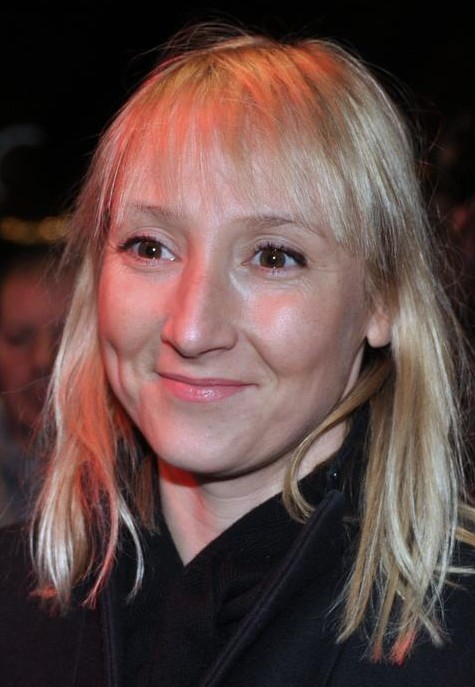
Audrey Lamy (2013)

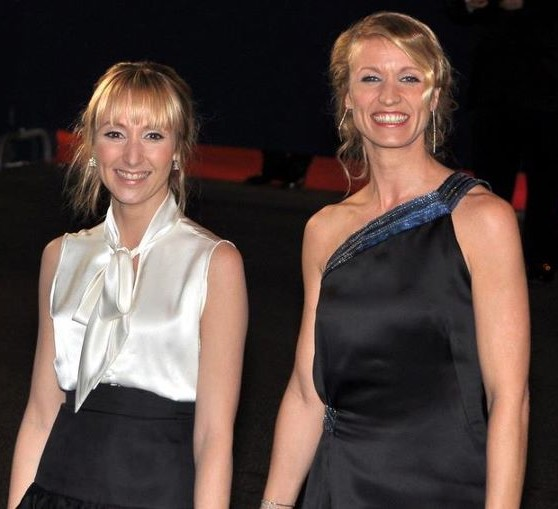
Audrey Lamy (links) 2012 bei der 37. Verleihung des César mit ihrer Schwester Alexandra Lamy

Audrey Lamy (* 19. Januar 1981 in Alès) ist eine französische Schauspielerin.

## Leben
Lamy, die jüngere Schwester von Alexandra Lamy, zog im Jahr 2003 nach Paris, wo sie drei Jahre am Conservatoire national supérieur d’art dramatique ausgebildet wurde. Ihre erste Filmrolle hatte sie 2005 in der Filmkomödie Cool Waves – Brice de Nice, in dem auch ihre Schwester und deren damaliger Ehemann Jean Dujardin mitspielten. 2008 erhielt sie eine kleine Nebenrolle in Cédric Klapischs Spielfilm So ist Paris. Seit 2009 spielt sie in der Sitcom Scènes de ménages die Rolle der Marion. Für ihre Darstellung in der Komödie Tout ce qui brille  war sie 2011 für den César als Beste Nachwuchsdarstellerin nominiert.
Neben Film- und Fernsehauftritten spielt Lamy auch am Theater, wo sie seit 2009 mit ihrer One-Woman-Show Dernières avant Vegas (deutsch: Letzte Ausfahrt Vegas) auftritt. Sie arbeitet zudem als Synchronsprecherin von Rose McGowan und Natalia Tena.

## Filmografie (Auswahl)

### Als Schauspielerin
- 2005: Cool Waves – Brice de Nice (Brice de Nice)
- 2008: So ist Paris (Paris)
- 2009–2019: Scènes de ménages (TV-Serie)
- 2010: Tout ce qui brille
- 2010: Der Auftragslover (L’arnacœur)
- 2011: Mein Stück vom Kuchen (Ma part du gâteau)
- 2011: La croisière
- 2011: Poliezei (Polisse)
- 2011: Les adoptés
- 2012: Plan de table
- 2012: Pauline détective
- 2014: Die Schöne und das Biest (La belle et la bête)
- 2014: Zu Ende ist alles erst am Schluss (Les souvenirs)
- 2015: Aladin – Tausendundeiner lacht! (Les Nouvelles Aventures d'Aladin)
- 2015: Le talent de mes amis
- 2015: Tout pour être heureux
- 2017: Ein Lied in Gottes Ohr (Coexister)
- 2017: Simon et Théodore
- 2018: Der Glanz der Unsichtbaren (Les invisibles)
- 2018: Nicky Larson – City Hunter (Nicky Larson et le parfum de Cupidon)
- 2019: Rebellinnen – Leg’ dich nicht mit ihnen an! (Rebelles)
- 2022: Die Küchenbrigade (La Brigade)
- 2023: Asterix & Obelix im Reich der Mitte (Astérix et Obélix: L'Empire du Milieu)
- 2023: Mord auf dem Rummel (Killer Coaster, TV-Serie, 8 Folgen)
- 2024: Sechs Richtige – Glück ist nichts für Anfänger (Heureux Gagnants)
- 2024: En tongs au pied de l'Himalaya
- 2024: Le monde magique de Jérôme Commandeur (TV-Serie, 2 Folgen)

### Als Synchronsprecherin
- 2007: Rose McGowan in Death Proof – Todsicher
- 2007: Natalia Tena in Harry Potter und der Orden des Phönix
- 2009: Natalia Tena in Harry Potter und der Halbblutprinz
- 2010: Natalia Tena in Harry Potter und die Heiligtümer des Todes: Teil 1
- 2013: Lucy Wilde in Ich – Einfach unverbesserlich 2

## Auszeichnungen
- 2011: César-Nominierung in der Kategorie Beste Nachwuchsdarstellerin für Tout ce qui brille